# Nuoto ai campionati mondiali di nuoto 2022 - 100 metri stile libero maschili
La gara di nuoto dei 100 metri stile libero maschili dei campionati mondiali di nuoto 2022 è stata disputata il 21 e 22 giugno 2022 presso la Duna Aréna di Budapest. Vi hanno preso parte 99 atleti provenienti da 90 nazioni.
La competizione è stata vinta dal nuotatore rumeno David Popovici, mentre l'argento e il bronzo sono andati rispettivamente al francese Maxime Grousset e al canadese Joshua Liendo.

## Podio
| Posizione | Atleta          | Nazionalità |
| --------- | --------------- | ----------- |
| Oro       | David Popovici  | Romania     |
| Argento   | Maxime Grousset | Francia     |
| Bronzo    | Joshua Liendo   | Canada      |

## Programma
| Data           | Ora (UTC+2) | Turno      |
| -------------- | ----------- | ---------- |
| 21 giugno 2022 | 09:09       | Batterie   |
| 21 giugno 2022 | 18:26       | Semifinali |
| 22 giugno 2022 | 18:22       | Finale     |

## Record
Prima della competizione il record del mondo e il record dei campionati erano i seguenti:
| Record mondiale       | 46"91 | César Cielo Filho Brasile | 30 luglio 2009 Roma, Italia |
| Record dei campionati | 46"91 | César Cielo Filho Brasile | 30 luglio 2009 Roma, Italia |

Nel corso della competizione non sono stati migliorati.

## Risultati

### Batterie
| Pos. | Batteria | Corsia | Atleta               | Nazionalità               | Tempo   | Note   |
| ---- | -------- | ------ | -------------------- | ------------------------- | ------- | ------ |
| 1    | 10       | 4      | David Popovici       | Romania                   | 47"60   | Q      |
| 2    | 11       | 4      | Caeleb Dressel       | Stati Uniti               | 47"95   | Q, RIT |
| 3    | 10       | 3      | Andrej Barna         | Serbia                    | 48"15   | Q      |
| 4    | 10       | 6      | Joshua Liendo        | Canada                    | 48"16   | Q      |
| 5    | 11       | 5      | Maxime Grousset      | Francia                   | 48"17   | Q      |
| 6    | 11       | 0      | Pan Zhanle           | Cina                      | 48"19   | Q      |
| 7    | 11       | 6      | Jacob Whittle        | Gran Bretagna             | 48"23   | Q      |
| 8    | 10       | 7      | Lorenzo Zazzeri      | Italia                    | 48"29   | Q      |
| 9    | 10       | 5      | Nándor Németh        | Ungheria                  | 48"33   | Q      |
| 10   | 9        | 3      | Brooks Curry         | Stati Uniti               | 48"38   | Q      |
| 11   | 8        | 3      | Mikel Schreuders     | Aruba                     | 48"40   | Q      |
| 11   | 10       | 0      | Dylan Carter         | Trinidad e Tobago         | 48"40   | Q      |
| 13   | 11       | 1      | Szebasztián Szabó    | Ungheria                  | 48"47   | Q      |
| 14   | 9        | 5      | Lewis Burras         | Gran Bretagna             | 48"49   | Q      |
| 14   | 10       | 2      | Ruslan Gaziev        | Canada                    | 48"49   | Q      |
| 16   | 9        | 4      | Alessandro Miressi   | Italia                    | 48"51   | Q      |
| 17   | 9        | 2      | Hwang Sun-woo        | Corea del Sud             | 48"61   | Q      |
| 17   | 10       | 1      | Zac Incerti          | Australia                 | 48"61   |        |
| 19   | 11       | 3      | Rafael Miroslaw      | Germania                  | 48"65   |        |
| 20   | 9        | 6      | Roman Mityukov       | Svizzera                  | 48"77   |        |
| 21   | 6        | 5      | Jordan Crooks        | Isole Cayman              | 48"79   |        |
| 21   | 8        | 9      | Carter Swift         | Nuova Zelanda             | 48"79   |        |
| 23   | 11       | 2      | Katsuhiro Matsumoto  | Giappone                  | 48"83   |        |
| 24   | 9        | 8      | William Yang         | Australia                 | 48"87   |        |
| 25   | 9        | 7      | Gabriel Santos       | Brasile                   | 48"89   |        |
| 26   | 9        | 0      | Marcelo Chierighini  | Brasile                   | 48"97   |        |
| 27   | 9        | 1      | Hadrien Salvan       | Francia                   | 49"01   |        |
| 28   | 11       | 8      | Stan Pijnenburg      | Paesi Bassi               | 49"11   |        |
| 29   | 11       | 9      | Heiko Gigler         | Austria                   | 49"29   |        |
| 30   | 8        | 2      | Tomer Frankel        | Israele                   | 49"34   |        |
| 31   | 7        | 4      | Aleksey Tarasenko    | Uzbekistan                | 49"35   |        |
| 32   | 8        | 4      | Sergio de Celis      | Spagna                    | 49"46   |        |
| 33   | 8        | 6      | Odysseus Meladinis   | Grecia                    | 49"50   |        |
| 34   | 8        | 0      | Daniel Zaitsev       | Estonia                   | 49"56   |        |
| 35   | 8        | 1      | Alberto Mestre       | Venezuela                 | 49"59   |        |
| 36   | 8        | 5      | Jorge Iga            | Messico                   | 49"70   |        |
| 37   | 7        | 6      | Nicholas Lia         | Norvegia                  | 49"83   |        |
| 38   | 10       | 8      | Yang Jintong         | Cina                      | 49"92   |        |
| 39   | 7        | 7      | Tomas Navikonis      | Lituania                  | 49"93   |        |
| 40   | 7        | 8      | Nikolas Antoniou     | Cipro                     | 49"97   |        |
| 41   | 7        | 5      | Ralph Daleiden       | Lussemburgo               | 50"01   |        |
| 41   | 9        | 9      | Jonathan Tan         | Singapore                 | 50"01   |        |
| 43   | 10       | 9      | Robin Hanson         | Svezia                    | 50"06   |        |
| 44   | 7        | 2      | Guido Buscaglia      | Argentina                 | 50"19   |        |
| 45   | 11       | 7      | Sergii Shevtsov      | Ucraina                   | 50"28   |        |
| 46   | 6        | 6      | Deniel Nankov        | Bulgaria                  | 50"30   |        |
| 47   | 6        | 2      | Lamar Taylor         | Bahamas                   | 50"36   |        |
| 47   | 7        | 1      | Matej Duša           | Slovacchia                | 50"36   |        |
| 49   | 7        | 9      | Samy Boutouil        | Marocco                   | 50"38   |        |
| 50   | 6        | 3      | Hoàng Quý Phước      | Vietnam                   | 50"43   |        |
| 50   | 6        | 4      | Wesley Roberts       | Isole Cook                | 50"43   |        |
| 50   | 7        | 3      | Artur Barseghyan     | Armenia                   | 50"43   |        |
| 53   | 7        | 0      | Ben Hockin           | Paraguay                  | 50"48   |        |
| 54   | 6        | 9      | Waleed Abdulrazzaq   | Kuwait                    | 50"67   |        |
| 55   | 6        | 1      | Clayton Jimmie       | Sudafrica                 | 50"68   |        |
| 56   | 6        | 8      | Dulyawat Kaewsriyong | Thailandia                | 51"29   |        |
| 57   | 5        | 6      | Luka Kukhalashvili   | Georgia                   | 51"49   |        |
| 58   | 4        | 5      | Colins Ebingha       | Nigeria                   | 51"53   |        |
| 59   | 5        | 3      | Yousuf Al-Matrooshi  | Emirati Arabi Uniti       | 51"58   |        |
| 60   | 5        | 8      | Pedro Chiancone      | Uruguay                   | 51"61   |        |
| 61   | 5        | 1      | Jayhan Odlum-Smith   | Saint Lucia               | 51"87   |        |
| 62   | 4        | 4      | Jesse Washington     | Bermuda                   | 51"94   |        |
| 63   | 5        | 9      | Omar Abbass          | Siria                     | 51"99   |        |
| 64   | 6        | 0      | Stefano Mitchell     | Antigua e Barbuda         | 52"02   |        |
| 65   | 4        | 3      | Tomás Lomero         | Andorra                   | 52"16   |        |
| 66   | 5        | 4      | Alaa Maso            | Atleti Indipendenti FINA  | 52"45   |        |
| 67   | 5        | 5      | Matin Sohran         | Iran                      | 52"52   |        |
| 68   | 4        | 6      | Bartal Eidesgaard    | Fær Øer                   | 52"58   |        |
| 69   | 5        | 0      | Steven Aimable       | Senegal                   | 52"80   |        |
| 70   | 1        | 2      | Batbayaryn Enkhtamir | Mongolia                  | 52"95   |        |
| 71   | 4        | 0      | Henrique Mascarenhas | Angola                    | 53"28   |        |
| 72   | 3        | 5      | Yazan Al-Bawwab      | Palestina                 | 53"46   |        |
| 73   | 5        | 2      | Gregory Anodin       | Mauritius                 | 53"68   |        |
| 74   | 4        | 2      | Ado Gargović         | Montenegro                | 53"82   |        |
| 75   | 4        | 1      | Belly-Cresus Ganira  | Burundi                   | 53"85   |        |
| 76   | 4        | 8      | Collins Saliboko     | Tanzania                  | 53"90   |        |
| 77   | 2        | 9      | Irvin Hoost          | Suriname                  | 53"95   |        |
| 78   | 4        | 9      | Swaleh Talib         | Kenya                     | 54"02   |        |
| 79   | 1        | 3      | Mathieu Bachmann     | Seychelles                | 54"08   |        |
| 80   | 6        | 7      | Alexander Varakin    | Kazakistan                | 54"19   |        |
| 81   | 1        | 6      | Christian Nikles     | Brunei                    | 54"71   |        |
| 82   | 4        | 7      | Alassane Seydou      | Niger                     | 54"73   |        |
| 83   | 3        | 2      | Marc Dansou          | Benin                     | 54"87   |        |
| 84   | 3        | 6      | Finau Ohufai         | Tonga                     | 54"95   |        |
| 85   | 3        | 4      | Leon Seaton          | Guyana                    | 55"09   |        |
| 86   | 3        | 3      | Shane Cadogan        | Saint Vincent e Grenadine | 55"10   |        |
| 87   | 2        | 3      | Eminguly Ballykov    | Turkmenistan              | 55"99   |        |
| 88   | 3        | 7      | Martin Muja          | Kosovo                    | 56"57   |        |
| 89   | 1        | 5      | Jenebi Benoit        | Grenada                   | 57"03   |        |
| 90   | 3        | 8      | Eloi Imaniraguha     | Ruanda                    | 57"17   |        |
| 91   | 3        | 0      | Sangay Tenzin        | Bhutan                    | 57"69   |        |
| 92   | 2        | 1      | Benjamin Ko          | Guam                      | 57"70   |        |
| 93   | 2        | 8      | Travis Sakurai       | Palau                     | 59"63   |        |
| 94   | 2        | 0      | Kyler Kihleng        | Micronesia                | 1'00"72 |        |
| 95   | 3        | 9      | Edgar Iro            | Isole Salomone            | 1'00"73 |        |
| 96   | 2        | 4      | Asher Banda          | Malawi                    | 1'03"72 |        |
| 96   | 2        | 6      | Phillip Kinono       | Isole Marshall            | 1'03"72 |        |
| 98   | 2        | 7      | Diosdado Miko Eyanga | Guinea Equatoriale        | 1'10"26 |        |
| 99   | 2        | 5      | Asdad Fenelus        | Haiti                     | 1'17"87 |        |
| -    | 1        | 4      | Freddy Mayala        | Rep. del Congo            | -       | dns    |
| -    | 2        | 2      | Ahmed Al-Hasani      | Iraq                      | -       | dns    |
| -    | 3        | 1      | Adnan Kabuye         | Uganda                    | -       | dns    |
| -    | 5        | 7      | Kledi Kadiu          | Albania                   | -       | dns    |
| -    | 8        | 7      | Mohamed Elsayed      | Egitto                    | -       | dns    |
| -    | 8        | 8      | Ian Ho               | Hong Kong                 | -       | dns    |

### Semifinali
| Pos. | Semifinale | Corsia | Atleta             | Nazionalità       | Tempo | Note |
| ---- | ---------- | ------ | ------------------ | ----------------- | ----- | ---- |
| 1    | 2          | 4      | David Popovici     | Romania           | 47"13 | Q,   |
| 2    | 1          | 5      | Maxime Grousset    | Francia           | 47"54 | Q    |
| 3    | 2          | 5      | Joshua Liendo      | Canada            | 47"55 | Q    |
| 4    | 2          | 1      | Lewis Burras       | Gran Bretagna     | 47"63 | Q    |
| 5    | 2          | 3      | Pan Zhanle         | Cina              | 47"65 | Q    |
| 6    | 2          | 8      | Alessandro Miressi | Italia            | 47"89 | Q    |
| 7    | 2          | 2      | Brooks Curry       | Stati Uniti       | 47"90 | Q    |
| 8    | 1          | 6      | Nándor Németh      | Ungheria          | 47"96 | QSO  |
| 8    | 2          | 6      | Lorenzo Zazzeri    | Italia            | 47"96 | QSO  |
| 10   | 1          | 4      | Andrej Barna       | Serbia            | 47"97 |      |
| 11   | 1          | 8      | Hwang Sun-woo      | Corea del Sud     | 48"08 |      |
| 12   | 1          | 7      | Szebasztián Szabó  | Ungheria          | 48"19 |      |
| 12   | 1          | 3      | Jacob Whittle      | Gran Bretagna     | 48"19 |      |
| 14   | 2          | 7      | Dylan Carter       | Trinidad e Tobago | 48"30 |      |
| 15   | 1          | 2      | Mikel Schreuders   | Aruba             | 48"73 |      |
| 16   | 1          | 1      | Ruslan Gaziev      | Canada            | 49"00 |      |

Spareggio
| Pos. | Corsia | Atleta          | Nazionalità | Tempo | Note |
| ---- | ------ | --------------- | ----------- | ----- | ---- |
| 1    | 4      | Nándor Németh   | Ungheria    | 47"69 | Q    |
| 2    | 5      | Lorenzo Zazzeri | Italia      | 48"04 |      |

### Finale
| Pos.    | Corsia | Atleta             | Nazionalità   | Tempo | Note |
| ------- | ------ | ------------------ | ------------- | ----- | ---- |
| Oro     | 4      | David Popovici     | Romania       | 47"58 |      |
| Argento | 5      | Maxime Grousset    | Francia       | 47"64 |      |
| Bronzo  | 3      | Joshua Liendo      | Canada        | 47"71 |      |
| 4       | 2      | Pan Zhanle         | Cina          | 47"79 |      |
| 5       | 1      | Brooks Curry       | Stati Uniti   | 48"00 |      |
| 6       | 8      | Nándor Németh      | Ungheria      | 48"13 |      |
| 7       | 6      | Lewis Burras       | Gran Bretagna | 48"23 |      |
| 8       | 7      | Alessandro Miressi | Italia        | 48"31 |      |